# Les fenícies

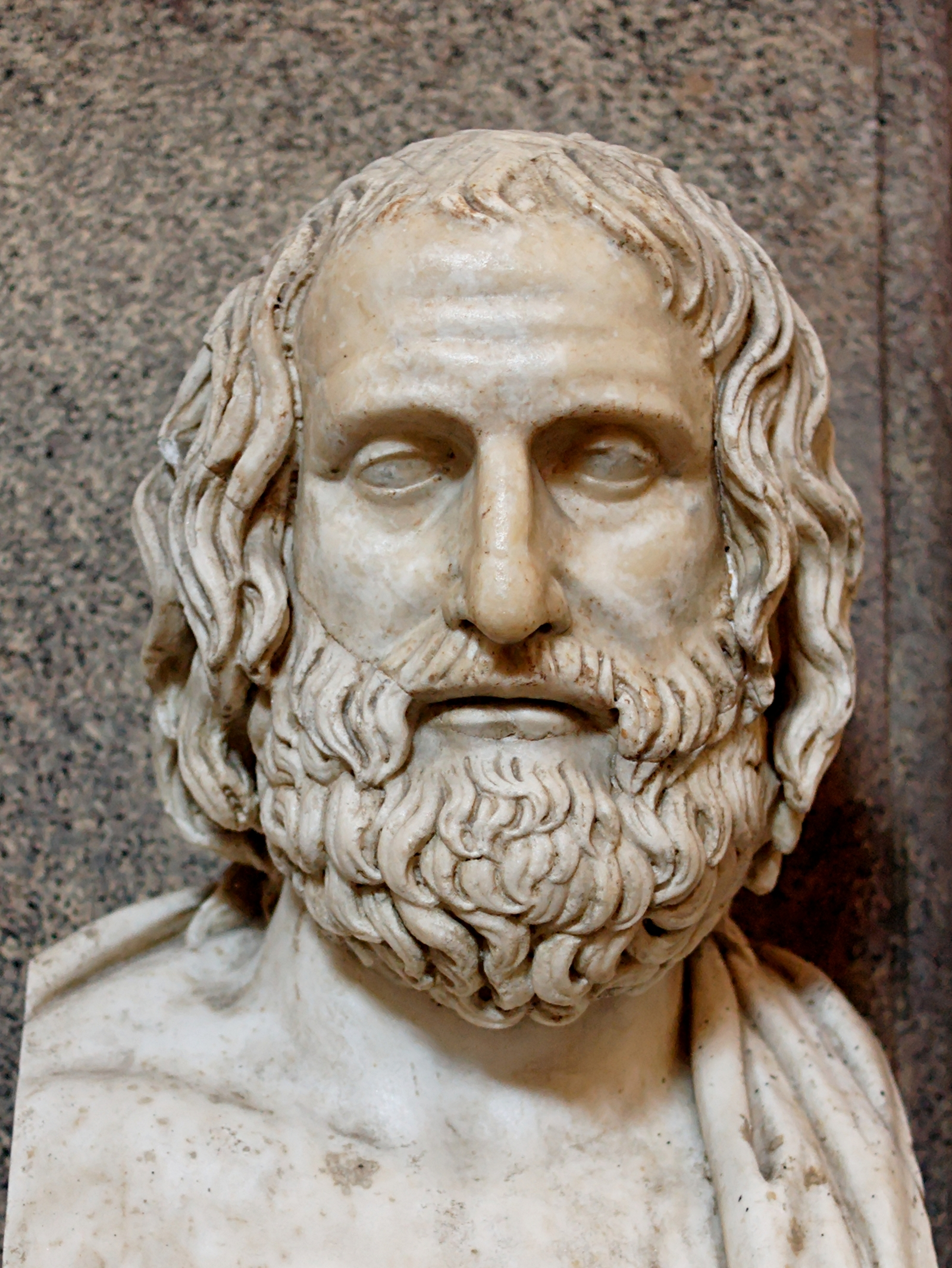
Eurípides, creador de Les fenícies

Les fenícies (en grec: Φοίνισσαι) és una tragèdia del dramaturg grec Eurípides, datada el 410 aC. La trama de l'obra està basada en una part del cicle tebà i té un clar precedent en la tragèdia d'Èsquil d'Els set contra Tebes. El nom de Les fenícies prové del cor de dones procedents d'aquesta regió que intervenen en la tragèdia. Aquest cor es dirigia a l'oracle de Delfos i es relaciona amb l'origen del fundador de Tebes: Cadme, que procedia de Sidó, a Fenícia.

## Personatges
Iocasta, Antígona, cor de dones fenícies, Polinices, Etèocles, Creont, Tirèsias, Meneceu, Èdip, dos missatgers, un pedagog d'Antígona.

## Argument
Iocasta, mare d'Èdip, s'havia casat amb el seu fill sense saber-ho, i fou mare d'Etèocles, Polinices, Ismene i Antígona. En conèixer el vincle familiar, Èdip, que s'havia convertit en rei de Tebes, s'havia cegat ell mateix i els seus fills el n'havien desterrat, motiu pel qual els profetitzà una maledicció. Per evitar-la, Etèocles i Polinices havien pactat que cadascun d'ells regnaria a Tebes durant un any, alternant-se, mentre que un regnés, l'altre no hi podria viure.
Tanmateix, després del primer any, Etèocles no va voler cedir el torn al seu germà i l'en desterrà. Polinices va anar a Argos, es casà amb la filla del rei i reuní un exèrcit per atacar Tebes.

### Intent de mediació
Iocasta havia convençut Polinices que, abans de recórrer a les armes, es reunís amb el seu germà i tractés d'arribar a un acord.
Mentrestant, des de la part superior del palau, un pedagog mostra a Antígona l'exèrcit argiu i els seus principals caps: Hipomedont, Tideu, Partenopeu, Adrast, Polinices, Amfiarau i Capaneu.
Polinices, desconfiant-ne, entra a la ciutat. Hi és rebut per la seva mare, Iocasta, amb alegria, però ella li retreu la boda amb la filla d'Adrast mitjançant la qual havia aconseguit l'aliança política amb els argius.
Polinices li narra els mals que ha suportat per estar exiliat i que la seva boda i la de Tideu (que havia estat també desterrat de la seva pàtria) les havia proposat Adrast, gràcies a l'oracle que havia rebut que casaria les seves filles amb un lleó i un porc senglar i que, després d'allò, Adrast va prometre ajudar ambdós per restituir-los als seus respectius regnes.

### Fracàs del diàleg
Quan hi arriba Etèocles, els dos germans donen llurs arguments davant de Iocasta. Polinices indica que el seu germà no va complir la promesa d'alternar-se amb ell cada any el tron de Tebes. Es mostra disposat a continuar amb el pacte de regnar ambdós alternativament si Etèocles rectifica.
Etèocles no està disposat a cedir-hi, i manté la seva postura de voler conservar el tron, tot exposant-hi, a més, que el seu germà havia d'haver tractat d'arribar a un acord sense portar-hi un exèrcit.
Iocasta intenta fer de mediadora, assenyala a Etèocles que està dominat per l'ambició i que la riquesa i la posició que ara té no són propietat seva, sinó dels déus, i ell només ha d'administrar-les amb responsabilitat. A Polinices, li diu que si recorre a la força de les armes, hi haurà conseqüències desgraciades tant si aconsegueix conquerir Tebes com si no.
Cap d'ells no vol cedir i Polinices marxa de la ciutat i es reunix amb l'exèrcit.

### Defensa de Tebes
Etèocles es reuneix amb el seu oncle Creont, germà de Iocasta, i ambdós realitzen un plan de defensa. Atès que els argius compten amb nou capitans que atacaran, cadascú, una de les set portes de la ciutat, les forces defensores també tindran set batallons amb els set millors guerrers tebans per defensar-les.
Etèocles li diu a Creont que haurà d'encarregar-se que Hemó -fill de Creont- es casi amb Antígona, i que si cau Polinices, el seu cadàver no ha de ser enterrat.

### Oracle de Tirèsias
L'endeví Tirèsias i la seva filla compareixen davant Creont, juntament amb Meneceu.
Davant la pregunta de Creont que què s'ha de fer per salvar la ciutat, Tirèsias tracta d'evitar respondre-hi. Creont hi insisteix i, aleshores, vaticina que la ciutat només se salvarà si Meneceu és sacrificat, tallant-li el coll, i la seva sang és vessada a l'amagatall del drac que d'antuvi matà Cadme, el fundador de la ciutat, per aplacar així la còlera d'Ares.
Quan Tirèsias se'n va, Creont ordena al seu fill que abandoni la ciutat i que es dirigeixi a Dodona, per evitar el seu sacrifici. Meneceu fa creure al seu pare que obeirà, però en realitat la seva intenció és acceptar el sacrifici per la salvació de la ciutat.

### Setge de Tebes
Un missatger informa a Iocasta que Meneceu se sacrificà ell mateix. A continuació, l'exèrcit argiu, amb els set capitans, inicià el setge: Partenopeu atacà la porta Neista; Amfiarau la porta Prètide; Hipomedont la porta Ogígia; Tideu la porta Homoloïde; Polinices la porta Crenees; Capaneu la porta Electra i Adrast la setena porta.
Tot seguit, narra com Capaneu va ser fulminat per un llamp de Zeus quan tractava d'enfilar-se a la fortalesa. Els tebans, veient que els déus els eren propicis, causaren grans estralls en l'exèrcit argiu.

### Duel
El missatger continua explicant a Iocasta com els seus fills Etèocles i Polinices estan a punt de batre's en duel i li diu que s'afanyi per si ella i Antígona poden evitar l'enfrontament.
Creont estava plorant el sacrifici del seu fill i l'informen a continuació del desenllaç del duel: Polinices havia invocat l'ajuda a Hera i Etèocles a Atena perquè els fossin propícies al combat. Després lluitaren feroçment fins que Etèocles ferí de mort el seu germà, però Polinices abans de morir li enfonsà la seva espasa: tots dos cauen morts.
Iocasta, que hi arriba en aquest moment, després d'escoltar les últimes paraules dels seus fills, se suïcida enfonsant l'espasa al coll.
Els exèrcits tornen al combat i els tebans vencen.

### Funerals i desterrament d'Èdip

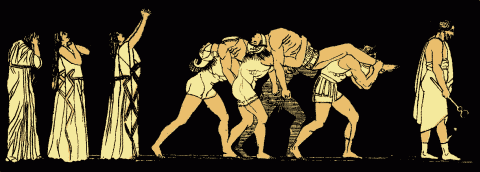
Etèocles i Polinices portats carregats, morts, després de la Batalla de Tebes, per Alfred John Church

Antígona informa el seu pare, Èdip, del desenllaç. Èdip se'n lamenta, però apareix Creont, que era el nou rei, i desterra Èdip per evitar que Tebes pateixi nous mals per culpa seva.
Ordena que Polinices no pugui ser sepultat. Això no obstant, Antígona el desafia bo i dient-li que ella li donarà sepultura. Creont li ho impedeix, i li diu que ha de casar-se amb el seu fill Hemó, però Antígona continua rebel·lant-s'hi i indica que si no ho permet, matarà Hemó o acompanyarà el seu pare al desterrament.
Creont, finalment, li diu que marxi amb el seu pare, però Èdip es nega que la seva filla comparteixi amb ell la seva mala sort. Després de tocar els cadàvers dels seus fills, atès que no podia veure, indica que se n'anirà a la ciutat de Colonos, acompanyat de la seva filla Antígona.

## Traduccions al català
- Eurípides. Tragèdies vol. III: Helena; Les fenícies; Orestes; Ifigènia a Àulida; Les bacants; Resos. Traducció de Carles Riba. Barcelona: Curial, 1977. ISBN 8472561127
- Eurípides. Les fenícies, traducció de Carme Llitjós i Pascual. Pollença: El Gall, 2008. 98 p. ISBN 9788496608986